# Cratere Lander
Lander è un cratere lunare di 40,05 km situato nella parte sud-occidentale della faccia nascosta della Luna.
Il cratere è dedicato all'esploratore britannico Richard Lemon Lander.

## Crateri correlati
Alcuni crateri minori situati in prossimità di Lander sono convenzionalmente identificati, sulle mappe lunari, attraverso una lettera associata al nome.
| Lander | Coordinate             | Diametro (in km) |
| ------ | ---------------------- | ---------------- |
| K      | 16°12′00″S 132°19′12″E | 22,02            |